# Hans Steinhoff
Hans Steinhoff, född 10 mars 1882 i Marienberg, död 20 april 1945 nära Glienig, Brandenburg, var en tysk filmregissör och manusförfattare. Tillsammans med Veit Harlan och Karl Ritter var han en av Nazitysklands mest framträdande regissörer av propagandafilmer. Redan 1933, samma år som nazisterna tog makten i Tyskland regisserade han Hitlerjunge Quex, en hyllningsfilm till Hitlerjugend. Filmen är sedan 1945 förbjuden att visas i Tyskland (vorbehaltsfilm), annat än i forsknings- och utbildningssyfte. Steinhoff regisserade också nazistiskt allegoriska biografifilmer om Robert Koch och Rembrandt, samt den antibrittiska propagandafilmen Ohm Krüger 1941. Han avbröt arbetet med kriminalfilmen Shiva und die Galgenblume 1945 som spelades in i Prag när det blev uppenbart att Tyskland höll på att förlora kriget. Han försökte fly till Madrid med den sista Lufhansa-flygningen dit, men flygplanet sköts ner nära Luckenwalde, sannolikt av det sovjetiska flygvapnet, och alla ombord omkom.

## Filmregi i urval
- 1929 – Bara en gatflicka
- 1931 – Mannen med järnhanden
- 1933 – Hitlerjunge Quex
- 1934 – Inom tjugofyra timmar
- 1935 – Två konungar
- 1937 – Ein Volksfeind
- 1939 – Robert Koch - dödens bekämpare
- 1940 – Mitt öde har vingar
- 1941 – Ohm Krüger
- 1942 – Rembrandt - målaren och hans modeller
- 1945 – Shiva und die Galgenblume (ej färdigställd)

### Fotnoter
1. 1 2  filmportal.de, Filmportal-ID: b9063289a0a34945bfbc0e87481ff091, läst: 9 oktober 2017.[källa från Wikidata]
2. 1 2  Brockhaus Enzyklopädie, Brockhaus Enzyklopädie-ID: steinhoff-hans.[källa från Wikidata]
3. ↑  Gemeinsame Normdatei, läst: 10 december 2014.[källa från Wikidata]
4. ↑  Libris, Kungliga biblioteket, 3 juni 2015, Libris-URI: zw9dmsrh0fkmzgp, läst: 24 augusti 2018.[källa från Wikidata]
5. ↑  https://www.deutsche-biographie.de/sfz126339.html#ndbcontent
6. ↑  https://www.murnau-stiftung.de/filmbestand/geschichte/drittes-reich